# 7716 Ube
7716 Ube è un asteroide della fascia principale. Scoperto nel 1996, presenta un'orbita caratterizzata da un semiasse maggiore pari a 2,3248423 UA e da un'eccentricità di 0,1461400, inclinata di 6,44817° rispetto all'eclittica.